# Rade Radolović
Rade Radolović (Pula, 31. listopada 1984.) je hrvatski kazališni, televizijski i filmski glumac.

## Filmografija

### Televizijske uloge
| Godina        | Naslov                           | Uloga               | Bilješke        |
| ------------- | -------------------------------- | ------------------- | --------------- |
| 2011.         | Pod sretnom zvijezdom            | Balističar          | gostujuća uloga |
| 2011.         | Provodi i sprovodi               | Tatjanin zaručnik   | gostujuća uloga |
| 2018. – 2019. | Pogrešan čovjek                  | Livio               | sporedna uloga  |
| 2019. – 2020. | Drugo ime ljubavi                | Policajac Šiško     | sporedna uloga  |
| 2020.         | Crno-bijeli svijet               | komercijalist       | gostujuća uloga |
| 2022.         | Dosje Čempres (The Ipcress File) | Kurt                | glavna uloga    |
| 2024.         | U dobru i zlu                    | medicinski tehničar | gostujuća uloga |

### Filmske uloge
- "Bloodline" kao Darko (2020.)

## Vanjske poveznice
- Rade Radolović u internetskoj bazi filmova IMDb-u (engl.)
- Stranica na HNK Ivan pl. Zajc.hr